# Кесіль Денис Сергійович
Денис Сергійович Кесіль (нар. 26 жовтня, 2000) — український плавець, рекордсмен України на дистанції 200 м батерфляєм.
Учасник Олімпійських ігор Токіо 2020 🇯🇵 
3 місце чемпіонат Європи серед юніорів  Ізраїль 🇮🇱  Нетанія 2017
3 місце чемпіонат Європи серед юніорів  Фінляндія  🇫🇮  Гельсінкі 2018
2  місце  Юнацькі Олімпійські Ігри Аргентина   🇦🇷 Буенос-Айрес
2 місце Всесвітніх іграх військовослужбовців Китай 🇨🇳 Ухань

## Результати
| Рік  | Змагання                                 | Місце проведення        | 100 м батерфляєм | 100 м батерфляєм | 200 м батерфляєм | 200 м батерфляєм | 50 м на спині | 50 м на спині | 200 м комплексом | 200 м комплексом | 400 м комплексом | 400 м комплексом |
| Рік  | Змагання                                 | Місце проведення        | Час              | Місце            | Час              | Місце            | Час           | Місце         | Час              | Місце            | Час              | Місце            |
| ---- | ---------------------------------------- | ----------------------- | ---------------- | ---------------- | ---------------- | ---------------- | ------------- | ------------- | ---------------- | ---------------- | ---------------- | ---------------- |
| 2018 | Юнацькі Олімпійські ігри                 | Буенос-Айрес, Аргентина | 53.47            | 9                | 1:55.89          | 2                | Н/Д           | Н/Д           | Н/Д              | Н/Д              | Н/Д              | Н/Д              |
| 2018 | Чемпіонат світу (25 м)                   | Ханчжоу, Китай          | Н/Д              | Н/Д              | 1:56.04          | 25               | Н/Д           | Н/Д           | Н/Д              | Н/Д              | Н/Д              | Н/Д              |
| 2019 | Чемпіонат світу                          | Кванджу, Південна Корея | 53.39            | 28               | 1:54.79 NR       | 5                | Н/Д           | Н/Д           | Н/Д              | Н/Д              | 4:24.99          | 24               |
| 2019 | Всесвітні Ігри серед військовослужбовців | Ухань, Китай            | Н/Д              | Н/Д              | 1.57.14          | 2                | Н/Д           | Н/Д           | Н/Д              | Н/Д              | Н/Д              | Н/Д              |
| 2019 | Чемпіонат Європи (25 м)                  | Глазго, Велика Британія | 53.34            | 48               | 1.54.49          | 13               | Н/Д           | Н/Д           | 2.01.53          | 43               | Н/Д              | Н/Д              |
| 2021 | Чемпіонат Європи                         | Будапешт, Угорщина      | 53.51            | 41               | 1:56.99          | 12               | 27.11         | 50            | Н/Д              | Н/Д              | Н/Д              | Н/Д              |
| 2021 | Олімпійські ігри                         | Токіо, Японія           | Н/Д              | Н/Д              | 1:56.37          | 21               | Н/Д           | Н/Д           | Н/Д              | Н/Д              | Н/Д              | Н/Д              |
| 2021 | Чемпіонат світу (25 м)                   | Абу-Дабі, ОАЕ           | 52.96            | 47               | 1:55.70          | 20               | Н/Д           | Н/Д           | Н/Д              | Н/Д              | Н/Д              | Н/Д              |
| 2022 | Чемпіонат світу                          | Будапешт, Угорщина      | Н/Д              | Н/Д              | 1:58.36          | 22               | Н/Д           | Н/Д           | Н/Д              | Н/Д              | Н/Д              | Н/Д              |
| 2022 | Чемпіонат Європи                         | Рим, Італія             | 53.24            | 24               | 1:55.80          | 6                | Н/Д           | Н/Д           | Н/Д              | Н/Д              | Н/Д              | Н/Д              |